# TRT-Haber
TRT-Haber (Haber türk. für Info, Nachrichten) ist das 2. Fernsehprogramm der türkischen öffentlich-rechtlichen Sendeanstalt TRT.

## Geschichte
Das zweite Programm nahm seinen Sendebetrieb am 6. Oktober 1986 zunächst als TV-2 auf und wurde später in TRT-2 umbenannt. Seit März 2010 heißt das Programm TRT-Haber (TRT-Nachrichten).
Das zweite Programm war ursprünglich als Kultur-, Kunst- und Bildungskanal konzipiert.
Nach Programmschluss sendete auf dem Kanal von TRT-2 das Programm TRT-GAP, das diesen Bildungsauftrag vertiefte, indem es Sendungen der Fernhochschule für Südostanatolien ausstrahlte.
Eine Programmreform baute TRT-2 zum Nachrichten- und Informationsprogramm um. Im Zuge dessen wurde der Sendeschluss abgeschafft und TRT-gap in den Programmschluss von TRT-3 verschoben.
TRT-2 führte in den 80er und 90er Jahren u. a. die Fernsehserien 21 Jump Street, Matlock, Alf, Airwolf und MacGyver ins türkische Fernsehen ein.

## Inhalte
TRT-Haber bringt stündlich Nachrichtensendungen. Zu den Hauptzeiten dauern diese meist 30 Minuten. Nachts sind die Nachrichten auf 10–15 Minuten verkürzt. Den Rest der Stunde werden dann eher Dokumentationen, Politik- und Kulturmagazine oder politische Talkshows gesendet. Daneben dominieren Sendeformate und Beiträge v. a. aus den Bereichen Kultur, dem Sport (Livesportereignisse werden allerdings auf TRT-1 übertragen), der Wissenschaft und der Wirtschaft; hinzu kommen Schaltungen zur Börse und Wetterberichte.

## Sendungen
- Aus den Kinos der Welt – jeden Freitagabend kommt ein internationaler Film in Originalsprache mit Untertiteln.
- Dokumentationen – produziert von TRT oder anderen europäischen öffentlich-rechtlichen Fernsehanstalten.
- Europaision (Avrupa Viziyonu) – Europamagazin, das den Beitrittsprozess der Türkei zur EU in allen Feldern begleitet und aus der EU informiert.
- Rengahenk – beschäftigt sich als Magazin mit Themen der Kunst und Kultur.
- Nachrichten (Haber/Haberler)- Stündliche nationale und internationale Nachrichten und Nachrichtenmagazine

## TRT-Haber und Euronews
Nachts übernimmt TRT-Haber zeitweise das türkischsprachige Programm von Euronews, dessen Kooperationspartner TRT in der Türkei ist.

## Konkurrenzsituation
TRT-Haber konkurriert v. a. mit den kommerziellen Sendern NTV, CNN Türk und Habertürk TV. Innerhalb der TRT-Sender konkurriert das Programm v. a. im Segment der Dokumentationen mit dem Dokukanal TRT-Belgesel. Der Sender hat durch sein inhaltlich anspruchsvolles Programm einen geringeren Zuseheranteil als das eher durch Unterhaltungssendungen, Filme und Serien charakterisierte TRT-1.
Zusätzlich zum durchgehenden Fernsehprogramm in Farbe strahlt TRT Haber (wie TRT-1 und TRT Türk) den Videotextservice "Telegün" aus.